# カルティニャーノ
カルティニャーノ（伊: Cartignano）は、イタリア共和国ピエモンテ州クーネオ県にある、人口約200人の基礎自治体（コムーネ）。

## 地理

### 位置・広がり

#### 隣接コムーネ
隣接するコムーネは以下の通り。
- ドロネーロ
- メッレ
- ロッカブルーナ
- サン・ダミアーノ・マクラ

## 行政

### 分離集落
カルティニャーノには、以下の分離集落（フラツィオーネ）がある。
- Biancera, Chiabriera, Chiaudieres, Cogno, Copetto, Galliana, Gordan, Mittante, Pradelmezzo, San Bernardo, Saretto, Sperone, Ugo